# Frente Compromiso para el Cambio
El Frente Compromiso para el Cambio fue una alianza electoral establecida en la Ciudad de Buenos Aires en junio de 2003, integrada por los partidos Justicialista, Federal, Autonomista, Demócrata, Acción por la República y Demócrata Progresista, que sostuvo la candidatura de Mauricio Macri para la jefatura de Gobierno de la Ciudad de Buenos Aires.
Es el antecedente inmediato del partido Compromiso para el Cambio, creado en 2005 y renombrado como Propuesta Republicana (PRO) en 2008.

## Historia
En 2003 varios partidos encabezados por el Partido Justicialista de la Capital Federal (peronista), formaron la alianza distrital Compromiso para el Cambio, en la Ciudad de Buenos Aires. El Frente llevó como candidato a jefe y vicejefe de Gobierno a Mauricio Macri y a Horacio Rodríguez Larreta. El primero nombró a Juan Pablo Schiavi como su jefe de campaña y principal operador político del frente recién fundado, de cara a las elecciones porteñas de 2003. En la primera vuelta, Macri fue el candidato más votado, con el 37,55% de los votos. Sin embargo, al no haber obtenido mayoría absoluta (50% más uno de los votos), compitió en el ballotage con el oficialista Aníbal Ibarra, que había quedado segundo con el 33.54% de los votos. Finalmente, Macri fue derrotado por su oponente, quien obtuvo el 53,48% de los votos. Tras la derrota del frente, Schaivi fue designado el vicepresidente de Compromiso para el Cambio nacional, en una alianza nacional de Mauricio Macri junto con Jorge Sobisch y Ricardo López Murphy. Al momento de asociarse, Macri y Schiavi se conocían de los años en que Carlos Grosso era intendente de la ciudad de Buenos Aires. En aquella época, los Macri eran dueños de Manliba, que en virtud de los acuerdos para la recolección de residuos denunciados como irregulares en más de una oportunidad se convirtió en la principal contratista de la administración grossista. El  líder de Compromiso para el Cambio, Mauricio Macri se desempeñaba entonces como presidente del grupo Socma y Schiavi era subsecretario de Mantenimiento Urbano y Servicios de la municipalidad, donde le facilitaba los negocios. también trabó relación con Daniel Chaín, Chaín, hoy ministro de Desarrollo Urbano, era un ejecutivo del Grupo Macri.
En 2007 se presentan como precandidatos a presidente y vicepresidente Jorge Sobisch y Mauricio Macri, pero una semana antes del lanzamiento el asesinato de Carlos Fuentealba complicó la candidatura de Sobisch, responsable político del crimen, por lo que ambos bajaron sus candidaturas.